# Rory Storm
Alan Caldwell dit Rory Storm, était un chanteur et musicien britannique, né à Liverpool le 7 janvier 1938 et décédé le 28 septembre 1972 dans la même ville, connu comme étant le chanteur du groupe Rory Storm and The Hurricanes, contemporains des Beatles à la fin des années 1950 et au début des années 1960. Richard Starkey a été le batteur du groupe avant de rejoindre les Beatles en août 1962. 

## Jeunesse
Rory Storm, de son vrai nom Alan Caldwell, est le fils d'un laveur de vitres, également gardien à temps partiel au Broadgreen Hospital où il chantait souvent des chansons aux patients. Storm a d'abord travaillé avec le père de Paul McCartney, Jim McCartney, dans une entreprise de coton. Sa sœur cadette, Iris Caldwell, a été la petite amie de George Harrison à 12 ans, puis de Paul McCartney à 17 ans. 

## Décès
À la mort de son père, Rory Storm, alors à Amsterdam, revient à Liverpool afin d'être présent au côté de sa mère. Le 27 septembre 1972, Storm développe une infection respiratoire, ne lui permettant plus de dormir correctement. Il prend alors des somnifères. Le lendemain matin, Storm et sa mère sont retrouvés morts. Une autopsie révèle la présence dans son sang, ainsi que dans celui de sa mère, d'alcool et de somnifères mais pas en présence suffisante pour causer sa mort qui est déclarée accidentelle. Sa mère, quant à elle, est suspectée de s'être suicidée après avoir découvert le corps de son fils.

## Référence
- (en) Cet article est partiellement ou en totalité issu de l’article de Wikipédia en anglais intitulé « Rory Storm » (voir la liste des auteurs).